# 多里安·科南克斯
多里安·科南克斯（法語：Dorian Coninx，1994年1月28日—），法国男子铁人三项运动员，2018年世界混合接力铁人三项锦标赛金牌得主、2020年世界混合接力铁人三项锦标赛金牌得主、2020年夏季奥林匹克运动会混合接力铜牌得主。